# Championnats d'Europe de badminton 1978
Navigation
Dublin 1976 Groningue 1980
Les championnats d'Europe de badminton 1978, sixième édition des championnats d'Europe de badminton, ont lieu du 13 au 15 avril 1978 à Preston, au Royaume-Uni.

## Médaillés
| Épreuve       | Or                          | Argent                          | Bronze                             |
| ------------- | --------------------------- | ------------------------------- | ---------------------------------- |
| Simple hommes | Flemming Delfs              | Thomas Kihlström                | Sture Johnsson                     |
| Simple hommes | Flemming Delfs              | Thomas Kihlström                | Ray Stevens                        |
| Simple dames  | Lene Køppen                 | Jane Webster                    | Anette Börjesson                   |
| Simple dames  | Lene Køppen                 | Jane Webster                    | Joke van Beusekom                  |
| Double hommes | Ray Stevens / Mike Tredgett | Bengt Fröman / Thomas Kihlström | David Eddy / Eddy Sutton           |
| Double hommes | Ray Stevens / Mike Tredgett | Bengt Fröman / Thomas Kihlström | Stefan Karlsson / Claes Nordin     |
| Double dames  | Nora Perry / Anne Statt     | Jane Webster / Barbara Sutton   | Inge Borgström / Pia Nielsen       |
| Double dames  | Nora Perry / Anne Statt     | Jane Webster / Barbara Sutton   | Joke van Beusekom / Marjan Ridder  |
| Double mixte  | Mike Tredgett / Nora Perry  | Steen Skovgaard / Lene Køppen   | Billy Gilliland / Joanna Flockhart |
| Double mixte  | Mike Tredgett / Nora Perry  | Steen Skovgaard / Lene Køppen   | Rob Ridder / Marjan Ridder         |
| Par équipes   | Angleterre                  | Danemark                        | Suède                              |

## Tableau des médailles
| Rang | Pays       | Médaille d'or | Médaille d'argent | Médaille de bronze | Total |
| ---- | ---------- | ------------- | ----------------- | ------------------ | ----- |
| 1    | Angleterre | 4             | 2                 | 2                  | 8     |
| 2    | Danemark   | 2             | 2                 | 1                  | 5     |
| 3    | Suède      | 0             | 2                 | 4                  | 6     |
| 4    | Pays-Bas   | 0             | 0                 | 3                  | 3     |
| 5    | Écosse     | 0             | 0                 | 1                  | 1     |